# Brachymyrmex antennatus
Brachymyrmex antennatus é uma espécie de inseto do gênero Brachymyrmex, pertencente à família Formicidae.